# Beatin dnevnik
Beatin dnevnik je ženski roman pisateljice Luize Pesjakove. Izšel je leta 1887 v novomeški tiskarni J. Krajca. Leta 2019 je Urška Perenič objavila znanstvenokritično izdajo Beatinega dnevnika.

## Vsebina
Sirota Beata Bregarjeva pride v podeželsko graščino, da bi opravljala službo vzgojiteljice domačih hčerkic Roze in Viole. Z deklicama se takoj spoprijatelji, tudi grofica in stara pestunja Ivana sta zelo prijazni z njo. Deklici ji pripovedujeta o njuni polsestri Dori in Beata zasluti nesrečno ljubezensko zgodbo med Doro in sosedom Rihardom. Stara mlinarica ji razkrije zgodbo o svoji hčerki Anici, ki se je po razmerju s pokojnim grofom pokončala. Ko se Beata z grofico in deklicama v kočiji pelje po dolini spozna Riharda, ki v njeno srce naseli nemir. Ivana Beati razkrije zgodbo o nesojeni ljubezni mladega para. Ker je Rihard le meščanskega rodu, ju je pokojni grof ločil in dal Doro v zakon lahkoživemu baronu Foedorju. Dora sedaj resignirano živi v nesrečnem zakonu, Rihard pa ves nesrečen malo potuje, malo vrtnari, včasih pa pride h grofici, da skupaj prebirajo Byronovega Manfreda. 
Noseča Dora pride na obisk v graščino, ko tja prispe še Rihard, je Beata priča nepotešeni ljubezni med njima. Dora zasluti svojo smrt, napiše Rihardu poslovilno pismo in naroči Beati, ki je že od prvega srečanja zaljubljena vanj, naj se poroči z njim. Še isto noč umre. Rihard se pride posloviti od Dore in Beata opazi njuno podobnost. Rihard je namreč sin nesrečne Anice, Dorin polbrat, kot v Byronovem Manfredu. Rihard hudo zboli in Beata mu do ozdravitve požrtvovalno streže. Ko se vrne iz Benetk, kamor odpotuje z družino, jo Rihard prerojen zasnubi. Poročita se in čez leto dni se jima rodi hčerka Dorica.   